# Terence W. Hutchison
Terence W. Hutchison, né le 13 août 1912 et mort le 6 octobre 2007, est un économiste. Impliqué dans la méthodologie, il mettait en avant le choix pour les économistes d'adopter des hypothèses empiriques qui soient testables. Il était opposé à l'apriorisme de Ludwig von Mises et de l'école autrichienne d'économie.